# Seznam francoskih geografov
Seznam francoskih geografov.

## A
- Louis Agassiz

## B
- Augustin Berque
- Roland Bonaparte
- Louis Antoine de Bougainville

## C
- César-François Cassini de Thury
- Jacques Cassini
- Yves Chataigneau

## D
- Guillaume Delisle
- Jean Demangeot
- Adolphe (Jules César Auguste) Dureau de la Malle
- Gérard-François Dumont

## H
- Christian Huetz de Lemps

## L
- Charles Marie de La Condamine

## M
- Conrad Malte-Brun
- Emmanuel de Martonne

## N
- Jean Nicod (1923-2021)

## R
- Elisée Reclus
- Violette Rey
- Henri Rougier

## S
- Jacques Scheibling
- André Siegfried

## T
- Amédée Tardieu

## V
- Christophe Victor
- Thibaut Viné